# Laith Hussein
Laith Hussein (Bagdá) é um futebolista iraquiano que joga no Al-Zawraa.